# مايك إيبس
مايك ايبس (بالإنجليزية: Mike Epps)‏ هو ممثل أمريكي (من مواليد 18 نوفمبر 1970 ) في إنديانابوليس، انديانا. بدأ مسيرته الفنية عام 1989. من أبرز الأعمال التي شارك فيها ريزدنت إيفل: إكستنشن.

## افلامه
- ريزدنت إيفل: آبوكاليبس
- ريزدنت إيفل: إكستنشن
- مرحبا بك في بيتك روسكو جنكينز
- هانكوك (فيلم)
- موسم صيد ثاني
- صداع الكحول (فيلم)
- أثر الثمالة الجزء الثالث (فيلم)
- قابل السود
- ديث وش
- خمسون ظل لبلاك

## وصلات خارجية
- الموقع الرسمي
- مايك إيبس على موقع IMDb (الإنجليزية)
- مايك إيبس على موقع ميتاكريتيك (الإنجليزية)
- مايك إيبس على موقع روتن توميتوز (الإنجليزية)
- مايك إيبس على موقع ألو سيني (الفرنسية)
- مايك إيبس على موقع ميوزك برينز (الإنجليزية)
- مايك إيبس على موقع أول موفي (الإنجليزية)
- مايك إيبس على موقع قاعدة بيانات الأفلام السويدية (السويدية)
- مايك إيبس على موقع إن إن دي بي (الإنجليزية)
- مايك إيبس على موقع ديسكوغز (الإنجليزية)
- مايك إيبس على موقع قاعدة بيانات الفيلم (الإنجليزية)
- مايك إيبس على موقع ماي سبيس

## الأعمال
- ريزدنت إيفل: إكستنشن